# Palazzo Comunale (Pordenone)
Il Palazzo Comunale di Pordenone è l'antica Loggia e rappresenta l'edificio simbolo del centro storico della città. Situato in Corso Vittorio Emanuele, è stato realizzato nel XIII secolo, tra il 1291 e il 1395 ed edificato completamente in laterizio, a pianta trapezoidale. Parte del pianoterra è semichiusa da ampi archi ogivali e il primo piano è costituito dalla sala del Consiglio comunale.
Aperto nella parte inferiore da un portico loggiato, è preceduto da un avancorpo a torre sormontato da un grande orologio astronomico-lunare costruito dopo il 1542, dai fratelli Rainieri di Reggio. Sulla sommità dell'orologio furono posti due mori in pietra, battenti le ore.
In tempi più recenti, nel 1928, il Palazzo è stato ampliato dall'architetto Cesare Scoccimarro, che ha utilizzato lo spazio libero dietro il corpo di fabbrica che lo separava dai vecchi edifici verso sud.